# ベイラー・ベアーズ

ベイラー・カラーのビッグ12のロゴ

ベイラー・ベアーズ（英語: Baylor Bears）は、アメリカ合衆国のベイラー大学のスポーツ競技チーム。NCAAディビジョンI所属。

## 概要
ビッグ12カンファレンスに加盟する私立2校のうちの1校である。ビッグ12に加盟する以前は、1914年の創立から1996年の解散までサウスウェスト・カンファレンスに所属していた。また、ベイラー大学はビッグ12カンファレンスの創設メンバーでもある。

## 競技チーム
| 男子スポーツ                            | 女子スポーツ               |
| --------------------------------------- | -------------------------- |
| 野球                                    | アクロバット・タンブリング |
| バスケットボール                        | バスケットボール           |
| クロスカントリー                        | クロスカントリー           |
| フットボール                            | 馬術                       |
| ゴルフ                                  | ゴルフ                     |
| テニス                                  | サッカー                   |
| 陸上†                                   | ソフトボール               |
|                                         | テニス                     |
|                                         | 陸上†                      |
|                                         | バレーボール               |
| †屋外競技チームと室内競技チームがある。 |                            |

2011-2012シーズンにベイラー大学は野球、男女バスケットボール、アメリカンフットボールのカレッジ4大スポーツの合計勝利数でNCAAの記録を樹立した。

### アメリカンフットボール

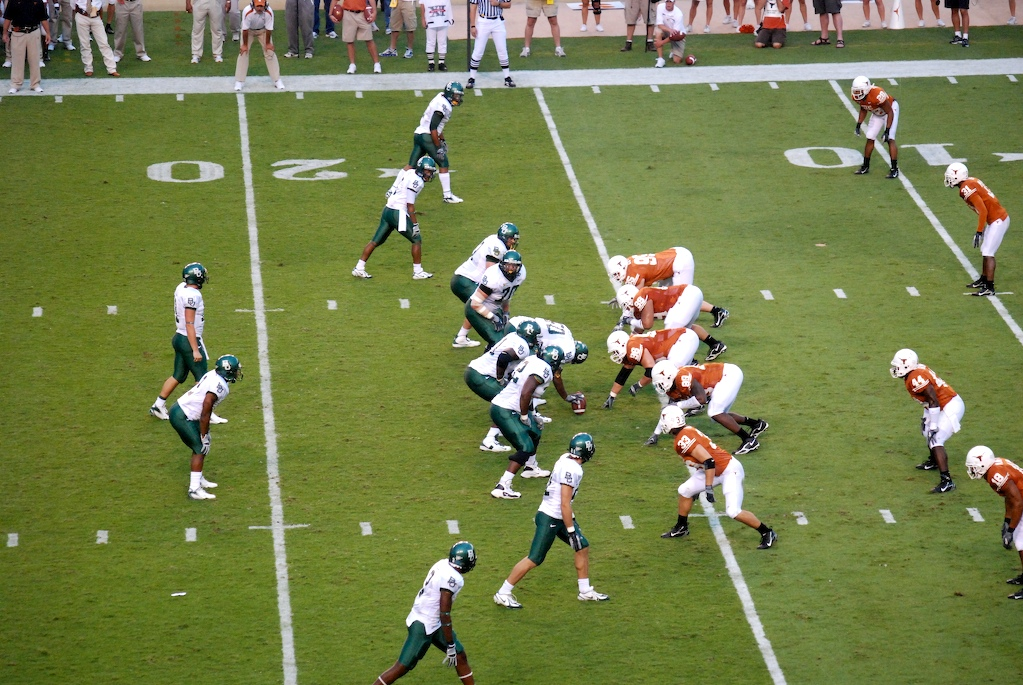
2006年のベイラー大学 vs. テキサス大学

ベイラー大学アメリカンフットボールチームは、ブラゾス川のほとりの現キャンパスにある2億5千万ドルの新スタジアム「マクレーン・スタジアム」を2014年シーズンに開設させた。45,000人の収容が可能で、1935年以来初めてベイラー大学フットボールチームのホーム試合がキャンパスに復活した。ベアーズはそれまでの64シーズンをキャンパスから数マイル離れた場所にある5万人を収容できるフロイド・ケイシー・スタジアム (1988年までベイラー・スタジアムと呼ばれていた) で試合を行っていた。
ベイラー・ベアーズアメリカンフットボールは全米屈指の古豪として知られ、全米カレッジカンファレンスの中でも群を抜いて強豪リーグであるビッグ12カンファレンスに加盟しており、2014年シーズンで創設116年目のカレッジフットボールチームである。ベアーズの歴史において、9回のカンファレンス優勝またはタイ優勝、24回のボウルゲームに出場し、13勝11敗という成績を残している。1970年代から1990年代半ばにかけてはグラント・ティーフヘッドコーチのもと、黄金期を築いた。
1996年にビッグ12の創設メンバーとなって以来、ベイラーのベストシーズンは2013年で、カンファレンス8勝1敗、通算11勝1敗で終えた。2004年のベイラー大学は1998年以来のランク入りしたテキサスA&M大学 (16位) を相手に延長戦の末2ポイント・コンバージョン、35-34のスコアで破った。2005年は1996年以来初めて3勝0敗で開幕スタートし、5勝6敗で終了した。ベイラー大学はアイオワ州立大学とのロードゲームでビッグ12初勝利を挙げた。また、2006年は4勝8敗という残念な結果で終わったが、ビッグ12北地区を制し、1996年にビッグ12に加盟して以来、初めて1シーズンで3勝をあげた。2007年11月18日にベイラー大学はフットボールコーチのガイ・モリスを解雇し、11月28日に前ヒューストン大学のヘッドコーチであったアート・ブライルズを新ヘッドコーチに任命したと発表した。2010年シーズンはブライルズのもと、レギュラーシーズン7勝5敗で終えた。

### 男子バスケットボール
カレッジバスケットボール界では特に2000年代以降になると、強豪チームとして地位を確立している。
2003年、ベイラー大学男子バスケットボールチームはスキャンダルに悩まされた。同チームの選手だったパトリック・デネヒーが、チームから追放された同チームの元選手であるカールトン・ドットソンに殺害されたのである。当時のデイブ・ブリスヘッドコーチは、4人の選手に金銭的な支払いをした疑惑や、デネヒーを麻薬の売人と決めつけるような発言を公にしていたことで、辞任に追い込まれた。同校は保護観察下に置かれ、2年間の奨学金を7名に制限し、2004-05年度のポストシーズン出場を禁止に課した。さらにNCAAは2005-2006シーズンは不戦勝とし、大学側のリクルート活動を制限され、保護観察期間を延長するというさらなる処分を科した。
2005年度のベアーズは、奨学金選手が7人しかいないことがネックとなり、カンファレンス内では1勝しかできなかった。このような困難にもかかわらず、ヘッドコーチのスコット・ドリューは、HoopScoopによって全米7位にランクされた。2006年のベアーズには、2005年のNCAAシーズン得点王のフレッシュマン、アーロン・ブルースや、2007年のNBAドラフトでトップ10入りのセンターと評価されたママドゥ・ディーンなどが在籍していた。2008年3月にはNCAAトーナメントに特別枠で出場、2009年3月にはNITチャンピオンシップゲームに出場、2010年3月にはNCAAトーナメントのエリート・エイトに進出し、3年連続でポストシーズンに出場することができた。2012年ぼベイラー大学は再びエリート・エイトに進出したが、2012年全米チャンピオンのケンタッキー大学に敗れた。2013年のNITではマディソン・スクエア・ガーデンで行われた決勝戦でアイオワ大学を破り、優勝を成し遂げた。2021年にはゴンザガ・ブルドッグスを86-70で破り、悲願のNCAAトーナメント初優勝を成し遂げた。
ベイラー大学男子バスケットボールチームは、旧サウスウェスト・カンファレンスで5回のカンファレンス・チャンピオン (1932年、1946年、1948年、1949年、1950年) 、ビッグ12カンファレンスで1回のシーズンチャンピオン (2021年) を果たしている。ベアーズは1946年に初めてNCAAトーナメントに進出し、1948年、1950年、2021年にはファイナル・フォーに進出した。1948年は、NCAAチャンピオンシップで強豪ケンタッキー・ワイルドキャッツと対戦するところまで進んだが、アドルフ・ラップが初めて全米選手権優勝を果たしたチームに58-42で敗れた。
男女とも1988年に建設されたフェレル・センターを本拠地としている。以前は、ハート・オブ・テキサス・コロシアムで試合を行っていた。主な出身選手として、ヴィニー・ジョンソン、デイビッド・ウェズリー、近年では2010年のNBAドラフトで全体10位指名のエペイ・ウドゥや2021年のドラフトで全体9位指名のデイビオン・ミッチェルなどが挙げられる。